# László Klauz
László Klauz (ur. 6 listopada 1961 w Győrze, zm. 28 marca 2013 w Budapeszcie) – węgierski zapaśnik walczący przeważnie w stylu klasycznym. Dwukrotny olimpijczyk. Czwarty w Seulu 1988 w stylu wolnym i piąty w stylu klasycznym. Czwarty Barcelonie 1992. Walczył w kategorii 130 kg.
Wicemistrz świata w 1989; trzeci w 1986, a czwarty w 1991. Czwarty na mistrzostwach Europy w 1990. Drugi w Pucharze świata w 1986 i 1993 roku.
- Turniej w Seulu 1988 – styl klasyczny

Pokonał Fritza Gerdsmeiera z RFN i Duane Koslowskiego z USA, a przegrał z Aleksandrem Karielinem z ZSRR i Tomasem Johanssonem ze Szwecji. W pojedynku o piąte miejsce wygrał z Kazuyą Deguchim z Japonii.
- Turniej w Seulu 1988 – styl wolny

Pokonał Miroslava Luberdę z Czechosłowacji, Atanasa Atanasowa z Bułgarii i Hiroyukiego Obatę z Japonii. Przegrał z Dawitem Gobedżiszwilim z ZSRR i w pojedynku o trzecie miejsce z Andreasem Schröderem z NRD.
- Turniej w Barcelonie 1992

W pierwszej walce przegrał ze Szwedem Tomasem Johanssonem, następnie wygrał z Rangełem Gerowskim z Bułgarii, Tianem Lei z Chin i Panajotisem Pikilidisem z Grecji. Walkę o brązowy medal przegrał z Rumunem Ioanem Grigoraşem.